# 박항률
박항률(朴沆律, 1950년 2월 20일 ~)은 대한민국의 화가이자 시인이다. 한국, 미국, 일본, 벨기에, 영국 등에서 31회의 개인전과 100회 이상의 단체전을 열었다. 새와 꽃이 있는 초상화로 유명하다.